# Erythrococca polyandra
Erythrococca polyandra là một loài thực vật có hoa trong họ Đại kích. Loài này được (Pax & K.Hoffm.) Prain mô tả khoa học đầu tiên năm 1911.